# 山西人民出版社
37°51′17″N 112°34′45″E / 37.85459°N 112.57910°E
山西人民出版社（英語：Shanxi People's Press），是中华人民共和国山西省一家出版社，位于山西省太原市并州北路11号，后改建设南路21号17楼c区1705室。

## 概述
1951年11月5日山西人民出版社成立，出书范围主要包括有政治、哲学、政治理论、法律、文史、美术等研究著作，各门类的辞书、工具书；当地党委、人民政府责成出版的宣传方针、政策的读物和时事宣传读物；中共党史、党建读物和通俗政治理论读物、青年思想教育读物。该社还负责出版期刊《编辑之友》双月刊。
1986年11月，经中华人民共和国国家出版局批准，山西人民出版社正式成立副牌“书海出版社”，出书范围为有关编辑出版的学术专著、业务学习教材，以及有关的参考书、资料、辞书、工具书。1992年，山西人民出版社古籍部獨立為山西古籍出版社。
2001年11月5日，山西人民出版社庆祝建社50周年。